# Manowar Classics
Classics, pubblicato nel 2009, è la quinta raccolta della band heavy metal Manowar.

## Tracce
1. Metal Daze
2. Death Tone
3. The Oath
4. All Man Play on Ten
5. Sign of the Hammer
6. Fast Taker
7. Battle Hymn
8. Manowar
9. Mountains
10. Dark Avenger
11. Animals
12. Thor (The Powerhead)
13. Guyana (Cult of the Damned)
14. William's Tale

## Formazione
- Eric Adams - voce
- Karl Logan - chitarra
- Joey DeMaio - basso
- Scott Columbus - batteria